# Bâtiment de la famille Popović-Peci
Le bâtiment de la famille Popović-Peci (en serbe cyrillique : Зграда породице Поповић – Пеци ; en serbe latin : Zgrada porodice Popović – Peci) est situé à Zrenjanin, dans la province de Voïvodine et dans le district du Banat central, en Serbie. Avec l'ensemble du quartier ancien de la ville, il est inscrit sur la liste des entités spatiales historico-culturelles de grande importance de la sépublique de Serbie (identifiant no PKIC 48) et, à ce titre, sur la liste des monuments culturels serbes protégés.

## Présentation
Le bâtiment et situé 45 rue Aleksandra I Karađorđevića et 1 rue Svetosavska. Caractéristique du style néo-classique, il a été construit à la fin du XVIIIe siècle ou au tout début du XIXe siècle par un maître d'œuvre inconnu. Au moment de sa construction, il était l'un des édifices à étage bâtis dans des matériaux solides les plus monumentaux de cette époque ; il a ainsi résisté à l'incendie qui a ravagé Veliki Bečkerek (l'ancien nom de Zrenjanin) en 1807. Le cadastre municipal a été créé en 1856 et, à cette époque, la maison appartenait au marchand Đorđe Mihajlović puis, à partir de 1866, elle a appartenu au propriétaire terrien Aleksandar Popović–Peci ; elle est restée la propriété de cette famille jusqu'en 1963, quand elle est devenue un bien national.
L'intérieur de la maison a été préservée, notamment l'escalier en bois et les grilles en fer forgé.